# Mongoloraphidia assija
Mongoloraphidia assija är en halssländeart som beskrevs av H. Aspöck et al. 1995. Mongoloraphidia assija ingår i släktet Mongoloraphidia och familjen ormhalssländor. Inga underarter finns listade i Catalogue of Life.